# Lophocampa atriceps
Lophocampa atriceps är en fjärilsart som beskrevs av George Francis Hampson 1901. Lophocampa atriceps ingår i släktet Lophocampa och familjen björnspinnare. Inga underarter finns listade i Catalogue of Life.